# 布兰库尔莱普雷西
布兰库尔莱普雷西（法語：Blaincourt-lès-Précy，法語發音：[blɛ̃kuʁ lɛ pʁesi]，意为“普雷西附近的布兰库尔”）是法国瓦兹省的一个市镇，属于桑利斯区。

## 地理
布兰库尔莱普雷西（49°13'22"N, 2°21'23"E）面积8.13 平方千米，位于法国上法蘭西大區瓦兹省，该省份为法国北部内陆省份，北起索姆省，西接厄尔省和滨海塞纳省，南至塞纳-马恩省和瓦兹河谷省，东临埃纳省。
与布兰库尔莱普雷西接壤的市镇（或旧市镇、城区）包括：锡尔莱梅洛、泰勒地区克鲁伊、埃尔屈、迈塞勒、瓦兹河畔普雷西、圣勒代斯朗、维莱苏圣勒。

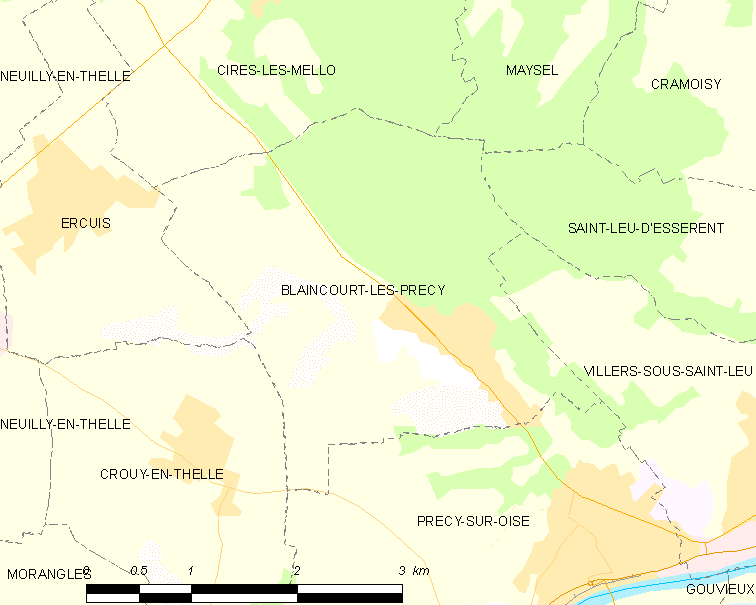
布兰库尔莱普雷西的OSM定位图

布兰库尔莱普雷西的时区为UTC+01:00、UTC+02:00（夏令时）。

## 行政
布兰库尔莱普雷西的邮政编码为60460，INSEE市镇编码为60074。

## 政治
布兰库尔莱普雷西所属的省级选区为蒙塔泰尔县。

## 人口

1962-2008年间布兰库尔莱普雷西人口变化图示

布兰库尔莱普雷西于2022年1月1日时的人口数量为1187人。